# Trosia flavida
Trosia flavida is een vlinder uit de familie van de Megalopygidae. De wetenschappelijke naam van de soort is voor het eerst geldig gepubliceerd in 1911 door Dognin.